# Carl Bergqvist
Carl Eric Bergqvist, född 13 november 1711 i Helgesta, Södermanland, död 3 december 1781 i Stockholm, var en svensk kopparstickare. Sonen med samma namn adlades Lagerheim.

## Biografi
Carl Bergqvist var son till komministern i Helgesta Johannes Bergqvist och Kristina Wullf, född Eckeroth, samt gift första gången 1741 med Gertrud Elisabeth Eckeroth och andra gången 1757 med Sofia Stefens. Han var kusin till Eric Geringius i Uppsala som även blev hans första lärare i gravyr.

Han utnämndes 1739 till gravör vid Vetenskapsakademien och var i tjänst där fram till 1778 då han efterträddes av Fredrik Akrel. Som akademiens gravör var han mest verksam som illustratör och kartgravör och utförde åtskilliga planscher som finns i Vetenskapsakademiens Handlingar. För Carl von Linné utförde han ett antal kopparstick till Linnés dissertationer och för Nils Strömcrona graverade han sjökort samt det Buhrman-Fischerska planschverket över skånska herrgårdar. 

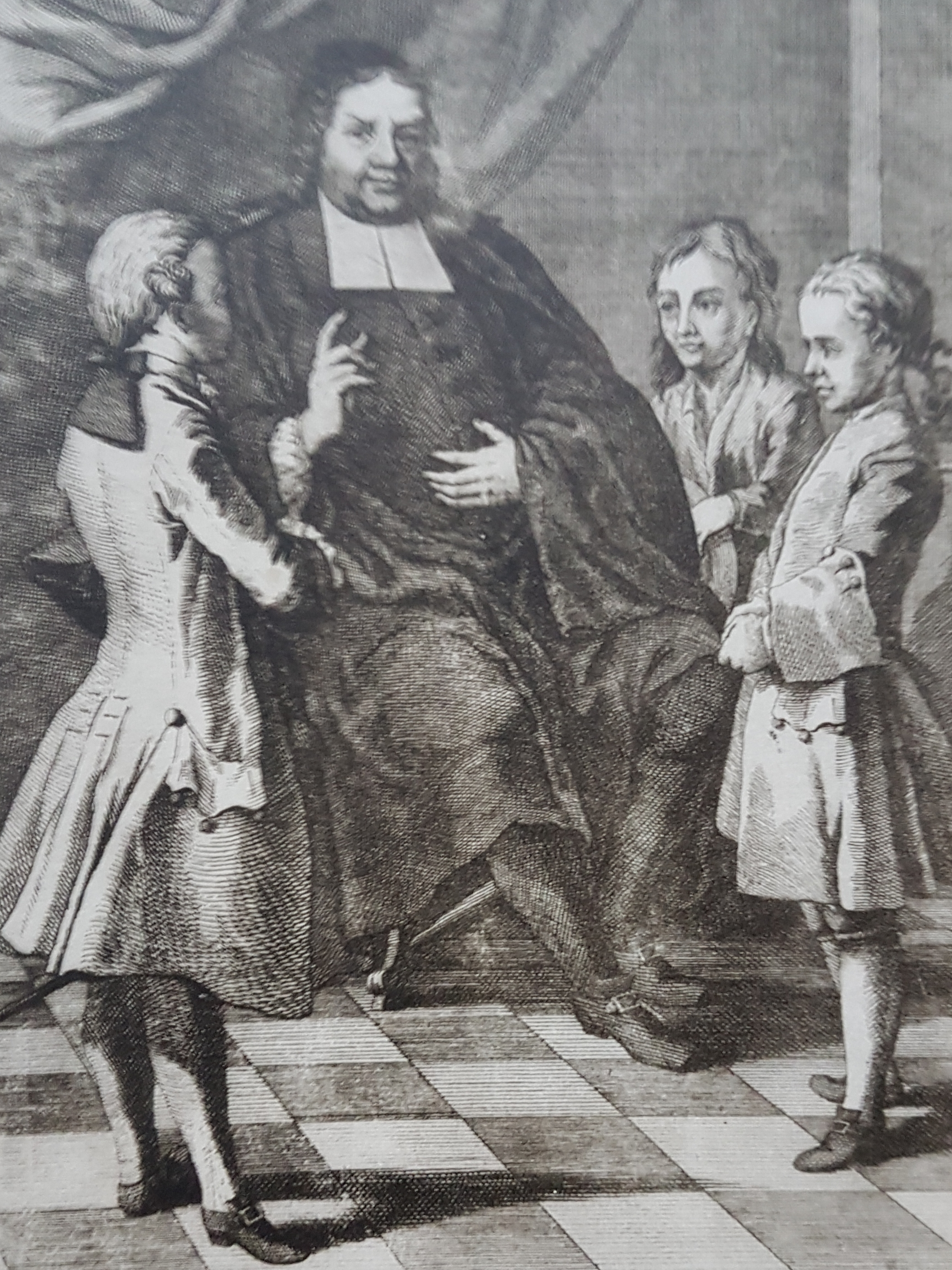
Eric Tolstadius med elever

 Hans konst består av illustrationer, kartor, topografiska planschverk och ett stort antal porträtt där bilden av Eric Nicolai Tollstadius och hans elever har en framträdande plats. Bergqvist finns representerad vid Nationalmuseum i Stockholm och Uppsala universitetsbibliotek.   
Sonen Carl Eric Bergquist (1742–1813), Carl Eric Lagerheim, adlades 1777 och upphöjdes 1807 i friherrligt stånd under namnet Lagerheim med primogenitur.